# 村松定史
村松 定史（むらまつ さだふみ、1947年（昭和22年）2月 - ）は、日本のフランス文学者、元名城大学教授。日本児童文芸家協会元理事長。

## 略歴
山梨県に生まれる。祖父は郷土史家・漢詩人の村松志孝（蘆洲）。父は国文学者の村松定孝。1969年に学習院大学仏文科を卒業する。教員免許状（中高／仏語・国語）取得。1973年同大修士課程修了。1978年に同大博士課程単位取得満期退学。1980年から1983年まで学習院大学助手、1985年から松蔭女子短期大学専任講師、1990年に助教授。1991年にパリ第4大学ソルボンヌ博士課程研究免状取得。1993年に東京成徳大学教授となり、2001〜2015年、名城大学教授。

## 著書
- 『世界文学に現われた人間像』ゼンセン同盟 1980.6 (友愛増刊号・友愛新書)
- 『夜の扉 プレヴェールと芭蕉』沖積舎 1985.11
- 『アヴァンの冒険』笹山俊弘画 私家版 1988.9
- 『モーパッサン』清水書院 1996.11 (Century books)
- 『日本におけるジョルジュ・ローデンバック』芸林書房 1998.12
- 『たそかれ』芸林書房 2001.3
- 『文庫三昧』弘学社 2009.8
- 『旅と文学』沖積舎 2011.6
- 『ジョルジュ・ローデンバック研究』弘学社 2014.12

### 編著など
- 『デイリー日仏英・仏日英辞典』（監修）三省堂 2002.6
- 『続・小さなコント』 リリアンヌ・ラタンジオ共著）駿河台出版社 2004.4
- 『デイリー日仏英3か国語会話辞典』（監修）三省堂 2005.8
- 『身につく仏和・和仏辞典』（監修）三省堂 2007.2
- 『対訳　木を植えた男』梅比良眞史共著）第三書房 2011.8
- 『ベーシッククラウン仏和・和仏辞典』（監修）三省堂2018.4
- 『対訳　フランス語で読むモーパッサンの怪談』（足立和彦共著）白水社 2023.7

### 翻訳
- ロン・ブルックス『ティモシーとおじいちゃん』偕成社 1981.8
- ペヨ「スマーフ物語」セーラー出版

スマーフシンフォニー 空とぶスマーフ  1985.12
スマーフと不思議なタマゴ はらぺこ 1985.12
キングスマーフ 1985.10
黒いスマーフ 1985.10
恋人スマーフェット 1985.10　「いとしのスマーフェット」小峰書店、2011.9
怪鳥クラッカラス 1986.2
100人めのスマーフ 1986.2
コスモスマーフ 1986.4　 小峰書店2012.2
さすらいのスマーフ 1986.4
スマーフコント集 1986.6
見習いスマーフ 1986　 小峰書店、2013.
スマーフ語戦争・スマーフ運動会 1986.8
スマーフスープと大男・スマーフするもの寄っといで 1986.8
オリンピックスマーフ・スマーフ遊園地・スマーフと復活祭のタマゴ 1986.10
ベビースマーフ・スマーフペンキ・スマーフまつり 1986.10
スマーフ 危機いっぱつ 小峰書店、2011
ベビースマーフ ペヨ 小峰書店、2012.5
スマーフとあそぼう！ 小峰書店、2013.7
- シャルル・ペロー『長ぐつをはいたねこ』ポプラ社文庫 1985
- 『静寂 ジョルジュ・ローデンバック詩集』森開社 1986.11
- ネルバァル 『悪魔の肖像画 フランス編』世界こわい話ふしぎな話傑作集 金の星社 1987.2
- ガストン・ルルー『オペラ座の怪人』集英社 1996.7 (子どものための世界文学の森 34)
- 『ローレライ』（丸山義博共訳） ネルヴァル全集 5  筑摩書房 1997.6
- ジョルジュ・ローデンバック『樹』森開社 2009.2 (叢書《l'évocation》)
- コーム・ノゲス『英雄オデュッセウス』小峰書店、2012.10
- ジョルジュ・ローデンバック『白い青春』森開社、2016.7
- ジョルジュ・ローデンバック『戯曲 ヴェール』森開社、2017.11
- ジョルジュ・ローデンバック『詩篇 手相』森開社、2018.8
- ジョルジュ・ローデンバック『ベギン会修道女博物館』森開社、2025.4.20

## 参考
- J―Global
- http://bookweb.kinokuniya.co.jp/htm/4338267038.html